# Општина Шеркаја (Брашов)
Шеркаја (рум. Şercaia) општина је у Румунији у округу Брашов.
Oпштина се налази на надморској висини од 447 m.